# Goodyera wolongensis
Goodyera wolongensis är en orkidéart som beskrevs av Kai Yung Lang. Goodyera wolongensis ingår i släktet knärötter, och familjen orkidéer. Inga underarter finns listade i Catalogue of Life.